# Know Your Enemy (album)
Know Your Enemy – szósty album walijskiej grupy rockowej Manic Street Preachers. Płyta jest  niespójna w stylu. Zawiera lo-fi rockowe utwory, bardziej melodyjne piosenki pop, jak również utwory disco ("Miss Europa Disco Dancer"). Na tym albumie Nicky Wire zadebiutował jako wokalista prowadzący, w piosence "Wattsville Blues"; a James Dean Bradfield zadebiutował jako autor tekstów, w utworze "Ocean Spray". Płyta dotarła do Top 20 w wielu krajach, m.in.: Wielkiej Brytanii, Irlandii, Finlandii, Szwecji, Australii i Danii.

## Lista utworów
1. "Found That Soul" – 3:05
2. "Ocean Spray" – 4:11
3. "Intravenous Agnostic" – 4:02
4. "So Why So Sad" – 4:02
5. "Let Robeson Sing" – 3:46
6. "The Year of Purification" – 3:39
7. "Wattsville Blues" – 4:29
8. "Miss Europa Disco Dancer" – 3:52
9. "Dead Martyrs" – 3:23
10. "His Last Painting" – 3:16
11. "My Guernica" – 4:56
12. "The Convalescent" – 5:54
13. "Royal Correspondent" – 3:31
14. "Epicentre" – 6:26
15. "Baby Elián" – 3:37
16. "Freedom of Speech Won't Feed My Children" – 2:59